# Dolerus yukonensis
Dolerus yukonensis är en stekelart som beskrevs av Norton 1872. Dolerus yukonensis ingår i släktet Dolerus, och familjen bladsteklar. Arten är reproducerande i Sverige.